# Alosa saposchnikowii
Alosa saposchnikowii é uma espécie de peixe da família Clupeidae no ordem dos Clupeiformes.

## Morfologia
• Os machos podem atingir 35 cm de comprimento total, pode chegar aos 469 g de peso total.

## Reprodução
Desova no norte do mar Cáspio desde finais de abril (máxima intensidade a meados de maio) entre 1-6 m de profundidade. Os alevínos deslocam-se ao sul.

## Alimentação
Come crustáceos e zygentoma.

## Distribuição geográfica
Encontra-se no mar Cáspio.

## Longevidade
Vive até os 9 anos.